# Plácido Rosas
Plácido Rosas ist eine Ortschaft in Uruguay.

## Geographie
Sie befindet sich auf dem Gebiet des Departamento Cerro Largo in dessen Sektor 2 an der Grenze zum Nachbardepartamento Treinta y Tres am Ufer des Río Tacuarí. Nächstgelegene Ansiedlung ist Estación Rincón im Südwesten.

## Einwohner
Plácido Rosas hatte bei der Volkszählung im Jahre 2011 415 Einwohner, davon 223 männliche und 192 weibliche.
| Jahr | Einwohner |
| ---- | --------- |
| 1963 | 379       |
| 1975 | 428       |
| 1985 | 387       |
| 1996 | 402       |
| 2004 | 459       |
| 2011 | 415       |

Quelle: Instituto Nacional de Estadística de Uruguay